# David van Dantzig
David van Dantzig (Amsterdam, 23 settembre 1900 – Amsterdam, 22 luglio 1959) è stato un matematico olandese, ben noto per la costruzione in topologia del solenoide diadico.
È stato inoltre un membro del gruppo Significs.

## Biografia
Nato da una famiglia ebrea ad Amsterdam nel 1900, Van Dantzig iniziò a studiare chimica all'Università di Amsterdam nel 1917, periodo nel quale seguì le lezioni del professore Gerrit Mannoury. Conseguì il dottorato di ricerca presso l'Università di Groninga nel 1931 con la tesi dal titolo "Studien over topologische algebra" sotto la supervisione di Bartel Leendert van der Waerden.
Nella tesi Van Dantzig trattò della topologia algebrica e fu il primo matematico a definire i gruppi fondamentali della tipologia, gli anelli, i campi, gli spazi vettoriali e le loro proprietà nell'ambito.
Fu successivamente nominato professore alla Università tecnica di Delft nel 1938 e all'Università di Amsterdam nel 1946. Tra i suoi studenti di dottorato vi sono stati elementi di spicco come Jan Hemelrijk (1950), Johan Kemperman (1950), David Johannes Stoker (1955) e Constance van Eeden (1958). Ad Amsterdam è stato uno dei fondatori del Mathematisch Centrum.
Dopo aver lavorato all'inizio della sua carriera soprattutto su argomenti riguardo alla geometria differenziale e alla topologia, dopo la seconda guerra mondiale si concentrò sulla probabilità, sottolineando l'applicabilità della tesi di verifica d'ipotesi. 
Nel 1949 divenne membro dell'Accademia olandese delle Arti e delle Scienze.
In risposta all'alluvione del Mare del Nord del 1953, il governo olandese chiese a Van Dantzig di sviluppare un approccio matematico per formulare e risolvere un modello decisionale economico in termini di costi e benefici concernenti i problemi di altezza degli argini ottimali in connessione con i Piano Delta. Il lavoro di Van Dantzig e dei suoi collaboratori portò alla fine a degli standard minimi di sicurezza legali.

## Pubblicazioni
Libri più importanti
- Studi sull'algebra topologica, Tesi di dottorato Università di Groningen, 1931.
- (NL) Over de elementen van het wiskundig denken: voordracht, 1932.
- (NL) Vragen en schijnvragen su ruimte en tijd: een toepassing van den wiskundigen denkvorm, 1938.
- (NL) De functie der wetenschap: drie voordrachten, incontrato discussie, 1948.

Articoli
- David van Dantzig, Problemi di decisione economica per la prevenzione delle inondazioni, in Econometrica, vol. 24, n. 3, 1956,  pp. 276-287.